# Церковь Вознесения Господня (Рождествено)
Церковь Вознесения Господня или Вознесенская церковь — православный храм в селе Рождествено Гатчинского муниципального округа Ленинградской области. Построен в конце XVIII века. 
Памятник архитектуры федерального значения.

## История
Возведение храма было связано с присвоением селу Рождествено статуса города. Инициатором строительства выступила императрица Екатерина II, по замыслу которой кирпичная церковь с каменной колокольней в стиле зрелого классицизма должна была стать главным городским собором. Работы шли в 1784—1786 годах по проекту, разработанному архитектором Николаем Львовым для усадьбы своих родственников в селе Арпачёво Тверской области. Архитектор, руководивший непосредственно строительством, неизвестен. По мнению ряда источников, им могли быть Иван Старов или Фёдор Волков.
Первоначально собор находился в центре главной городской площади. Но после 1797 года, когда город лишился своего статуса и вновь стал селом, площадь заросла деревьями и вокруг храма появилось стихийное кладбище. В XIX веке здание храма пострадало от пожара, после чего колокольню разобрали до основания, ликвидировали крыльца, а также портики с южной и северной сторон. 
До начала XXI века церковь дошла со значительными повреждениями и утратами. Внутри сохранились фрагменты иконостаса.

## Галерея

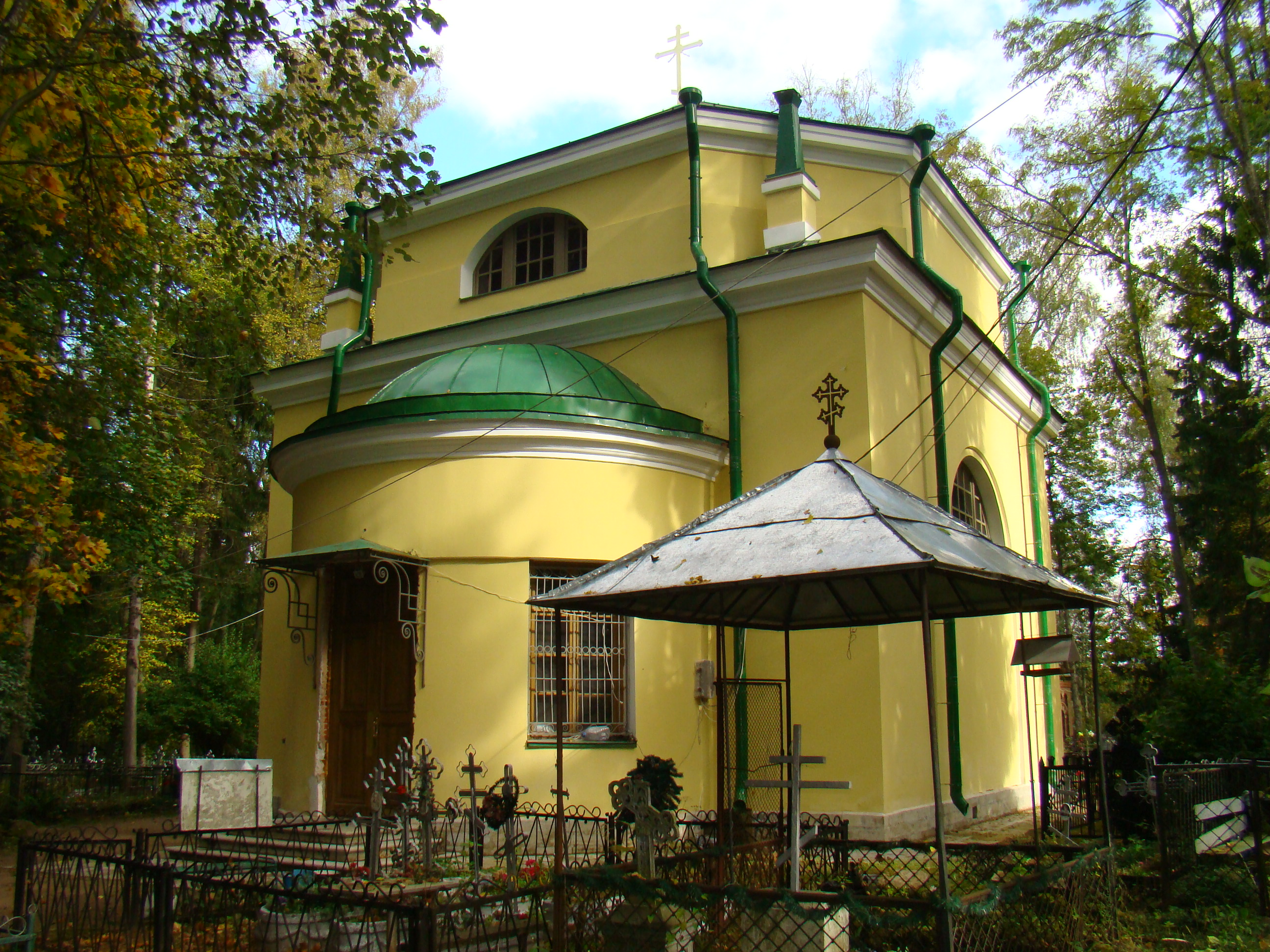
Церковь в 2010 году
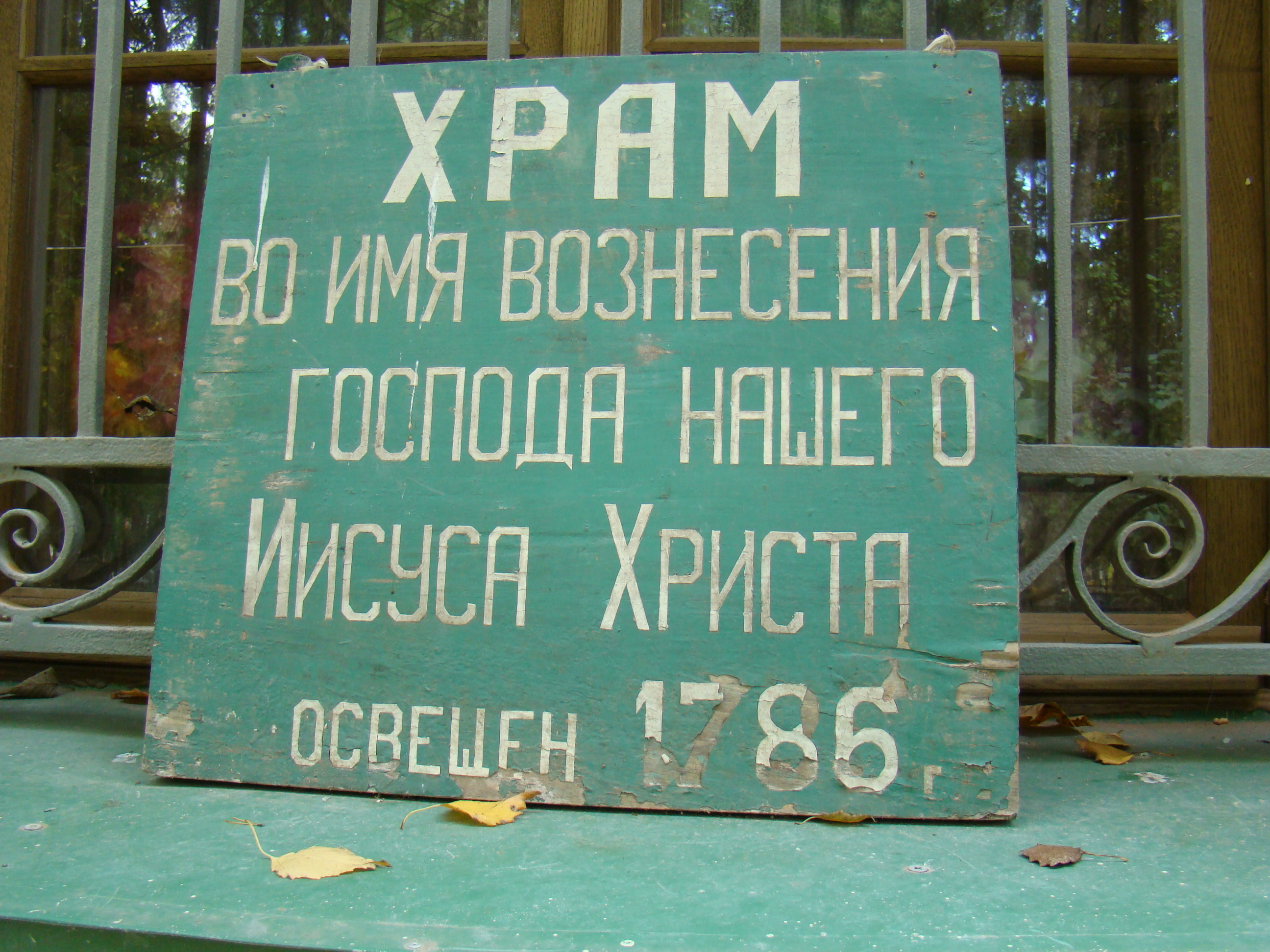
Табличка с названием церкви
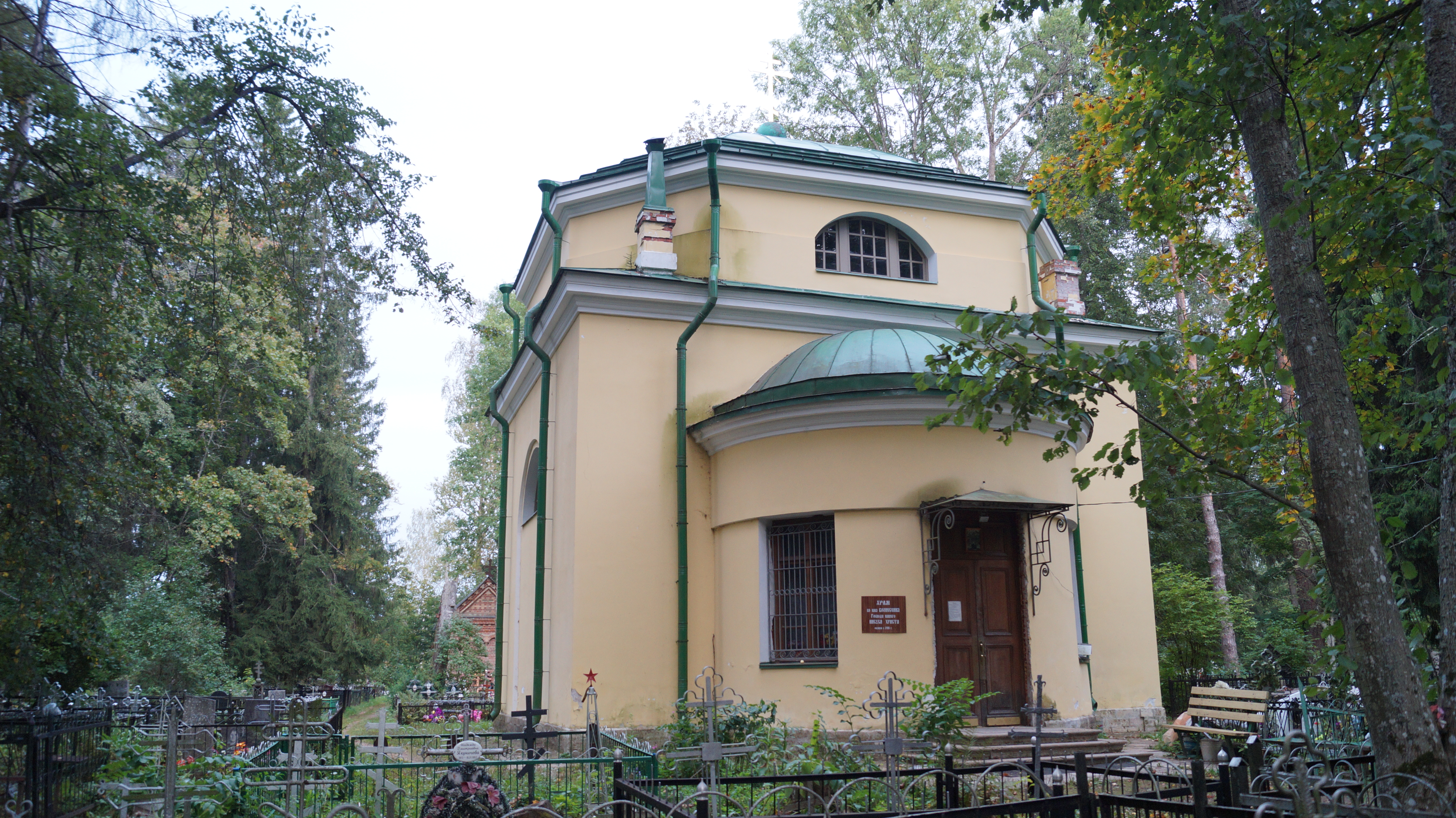
Церковь в 2018 году
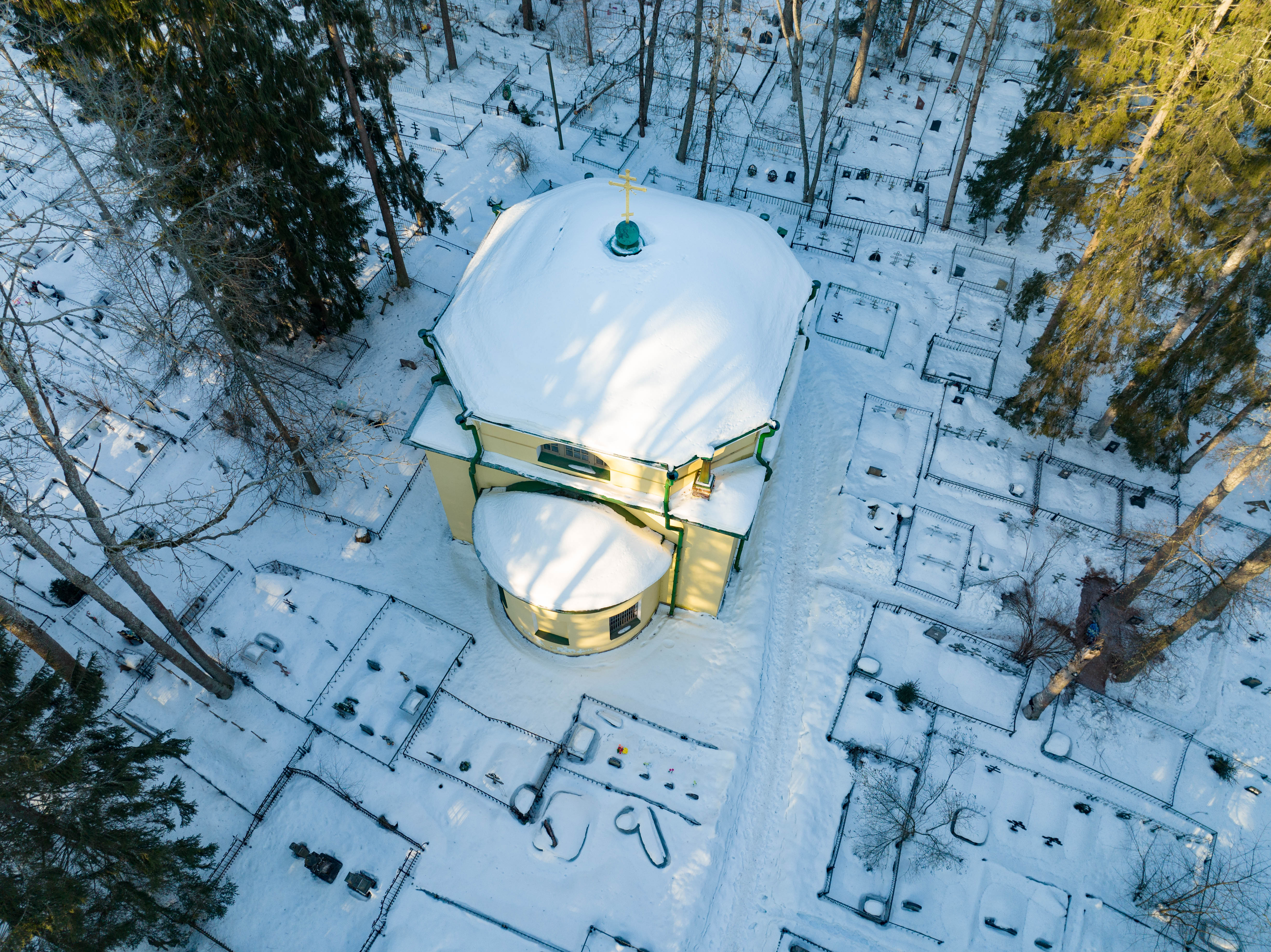
Вид сверху в 2022 году